# Harpalus macilentus
Harpalus macilentus är en skalbaggsart som beskrevs av Thomas Casey. Harpalus macilentus ingår i släktet Harpalus och familjen jordlöpare. Inga underarter finns listade i Catalogue of Life.